# La Bagra
La Bagra (tudi znata La Bagros) je slovenska Hip hop skupina, ki ustanovljena na Jesenicah v zgodnijh 2015.  Člani skupine so Chiro, Xebe in Smirbe.

## Glasbeni slog
Glasba skupine La Bagra je globoko zakoreninjena v ulično kulturo, z vplivi hip-hopa in t.i. “dimnega rapa” (smoke rap),  surovega in nefiltriranega stila, ki odraža resničnost urbanega življenja. Ta stil se sklada s temami, ki jih pogosto raziskuje balkanski rap, kot so socialne stiske, sistemska zanemarjenost in osebna vztrajnost.

## Kulturni vpliv
Skupina je pogosto povezana s širšim gibanjem balkanskega uličnega rapa, kjer se glasba uporablja kot orodje za pripovedovanje zgodb in samoizražanje. Njihovo delo se povezuje s podobnimi gibanji po regiji, kar poudarja, da sta aktivizem in kulturni komentar v glasbi trajni element balkanskega hip-hopa.

## Diskografija

### Singli:[6]
- Intro (2015)

- Back To The Roots (2015)

- Fast Life (2019)
- Biraj Put (2019)
- Mene Bog Je Poslo (2019)
- Nastavljamo Put (2020)
- Nwo (2020)